# Sogdianus
Sogdianus, vua của Ba Tư (424-423 TCN). Ông ít được biết trong lịch sử và chỉ được biết căn bản bởi những bài viết của Ctesias. Ông được ghi nhận là con của Artaxerxes I và vợ lẽ của ông, Alogyne của Babylon.
Sau khi Artaxerxes I qua đời vào ngày 24 tháng 12, 424 TCN, có đến ba người con của ông nối nhau xưng đế ở Ba Tư. Người đầu tiên là Xerxes II, con của nữ hoàng Damaspia, đã được phong làm thái tử. Người thứ nhì chính Sogdianus, được xem là được công nhận ở Elam. Thứ ba là Ochus (tức Darius II), con của Artaxerxes I và một vợ lẽ khác. Darius được công nhận bởi Media, Babylon và cả Ai Cập.
Một người đầu tiên trong số họ, Xerxes II (tức anh của Sogdianus) cai trị ngắn nhất. Sau triều đại 45 ngày của hoàng huynh Xerxes, Sogdianus cho người giết Xerxes khi ông ta say rượu. Từ đó, Sogdianus xưng đế, nhưng sau khi trị vì 6 tháng 15 ngày, ông bị em trai, Darius II giết chết. Darius trở thành hoàng đế duy nhất cho đến năm 404 TCN.